# Station Shin-Sanda
 Station Shin-Sanda  (新三田駅,  Shin-Sanda-eki, Nieuw-Sanda) is een spoorwegstation in de Japanse stad Sanda in de prefectuur Hyōgo. Het wordt aangedaan door de Fukuchiyama-lijn (JR Takarazuka-lijn). Er zijn vier sporen, gelegen aan twee eilandperrons.  

## Treindienst

### JR West
| 1,2 | ■ Fukuchiyama-lijn | richting Sasayamaguchi en Fukuchiyama |
| 3,4 | ■ Fukuchiyama-lijn | richting Sanda en Takarazuka          |

## Geschiedenis
Het station werd in 1986 geopend.

## Overig openbaar vervoer
Er zijn busverbindingen met bestemmingen binnen Sanda en naar enkele omliggende gebieden. 

## Stationsomgeving
De stad Sanda heeft sinds de privatisering van de Japanse spoorwegen (1987) het gebied ten westen van het station ontwikkeld: zo zijn er enkele woonwijken en winkelcentra gebouwd, maar is er in de directe omgeving van het station echter weinig veranderd. 
- Mukogawa-rivier
- Autoweg 176
- Heart-In
- Winkelpassage
- Arima-Fuji-park
- Volksziekenhuis van Sanda
- Kōbe-Sanda-campus van de Kansai Gakuen Universiteit

(JR Kioto-lijn<<) ·  Ōsaka ·  Tsukamoto ·  Amagasaki ·  Tsukaguchi ·  Inadera ·  Itami ·  Kita-Itami ·  Kawanishi-Ikeda ·  Nakayamadera ·  Takarazuka ·  Namaze ·  Nishinomiyanajio ·  Takedao ·  Dōjō ·  Sanda ·  Shin-Sanda ·  Hirono ·  Aino ·  Aimoto ·  Kusano ·  Furuichi ·  Minami-Yashiro ·  Sasayamaguchi ·  Tamba-Oyama ·  Shimotaki ·  Tanikawa ·  Kaibara ·  Isō ·  Kuroi ·  Ichijima ·  Tamba-Takeda ·  Fukuchiyama · (>>Sanin-lijn)